# Пальмирский алфавит
Пальмирский алфавит — консонантный алфавит семитского типа, ответвление арамейского и предок сирийских письменностей. Направление алфавита левостороннее. Алфавит во многом аналогичен стилизованному курсиву «квадратного» еврейского письма. Центр распространения — город в Сирийской пустыне Пальмира, или Тадмор, или Тамар. Пальмирские надписи были найдены в Пальмире, Дура-Европосе, Палестине, в Египте и других районах Северной Африки, а также в развалинах древних Том (Констанца) на Чёрном море, в Венгрии, в Италии и даже в Англии.

## Письмо
В пальмирском письме различают две формы:
- монументальную
- скорописную.

По некоторым утверждениям обе формы возникли и употреблялись одновременно. А по другим мнениям прототип пальмирской скорописи возник как ответвление арамейского письма между 250 и 100 гг. до н. э., а пальмирское монументальное письмо развилось из скорописи в течение I в. до н. э.
В монументальном письме в I веке употреблялся округлый пошиб. Позже его сменил декоративный ломаный пошиб, появившийся в конце II века. Самая ранняя надпись относится к 44 году до н.э., а самая поздняя написана пальмирской скорописью и датирована 274 г.
В последующие времена пальмирское письмо способствовало развитию каллиграфической и лигатурной графики эстрангела, наиболее близкому деловому пошибу Пальмиры. Пальмирское письмо отличалось витиеватостью, надломом прямых линий и обилием лигатур. В арамейском письме так и не появилось до рубежа эпох тенденции к лигатурному курсиву.

## Галерея

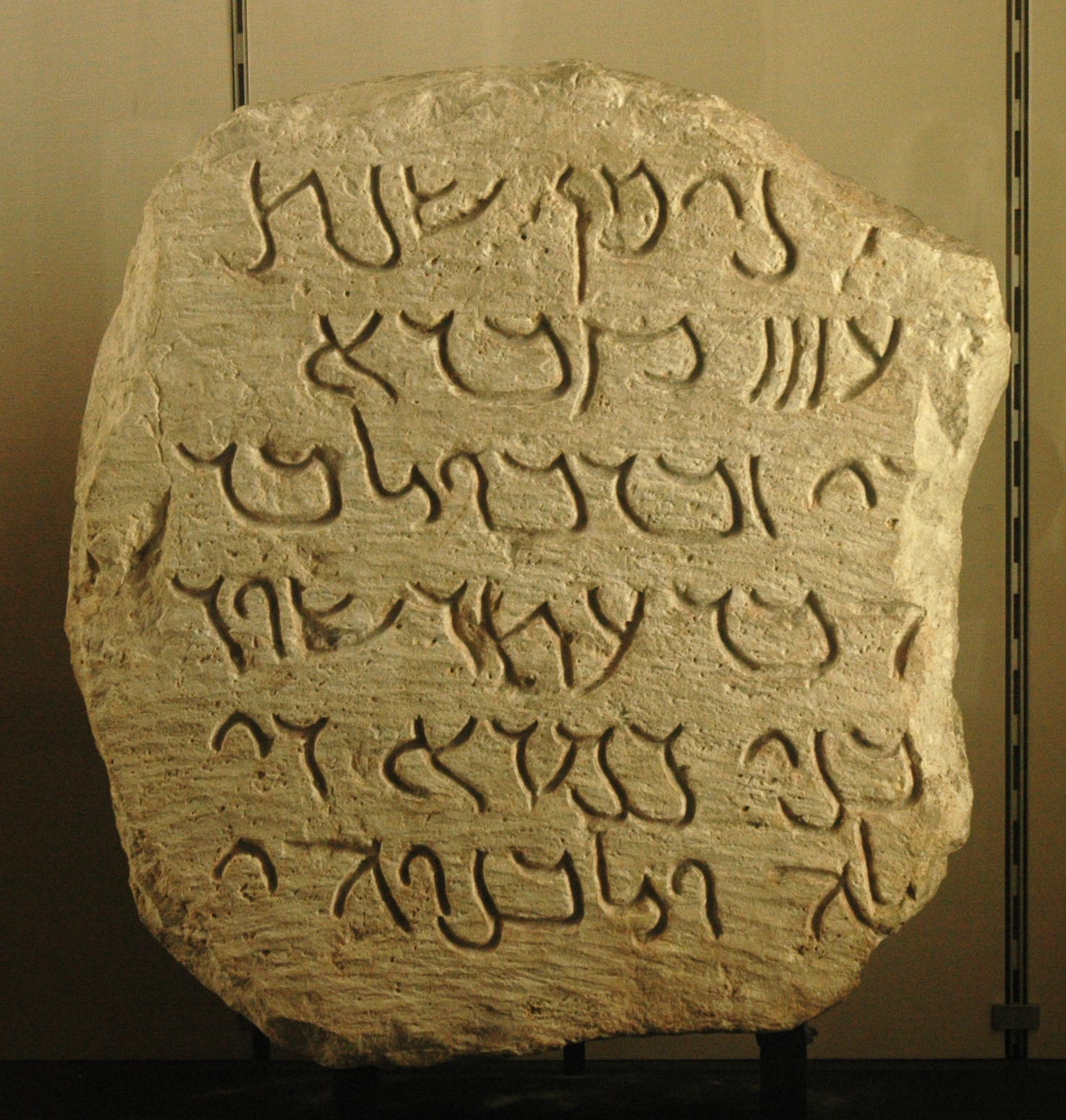
Погребальная плитка с пальмирской надписью (Лувр)
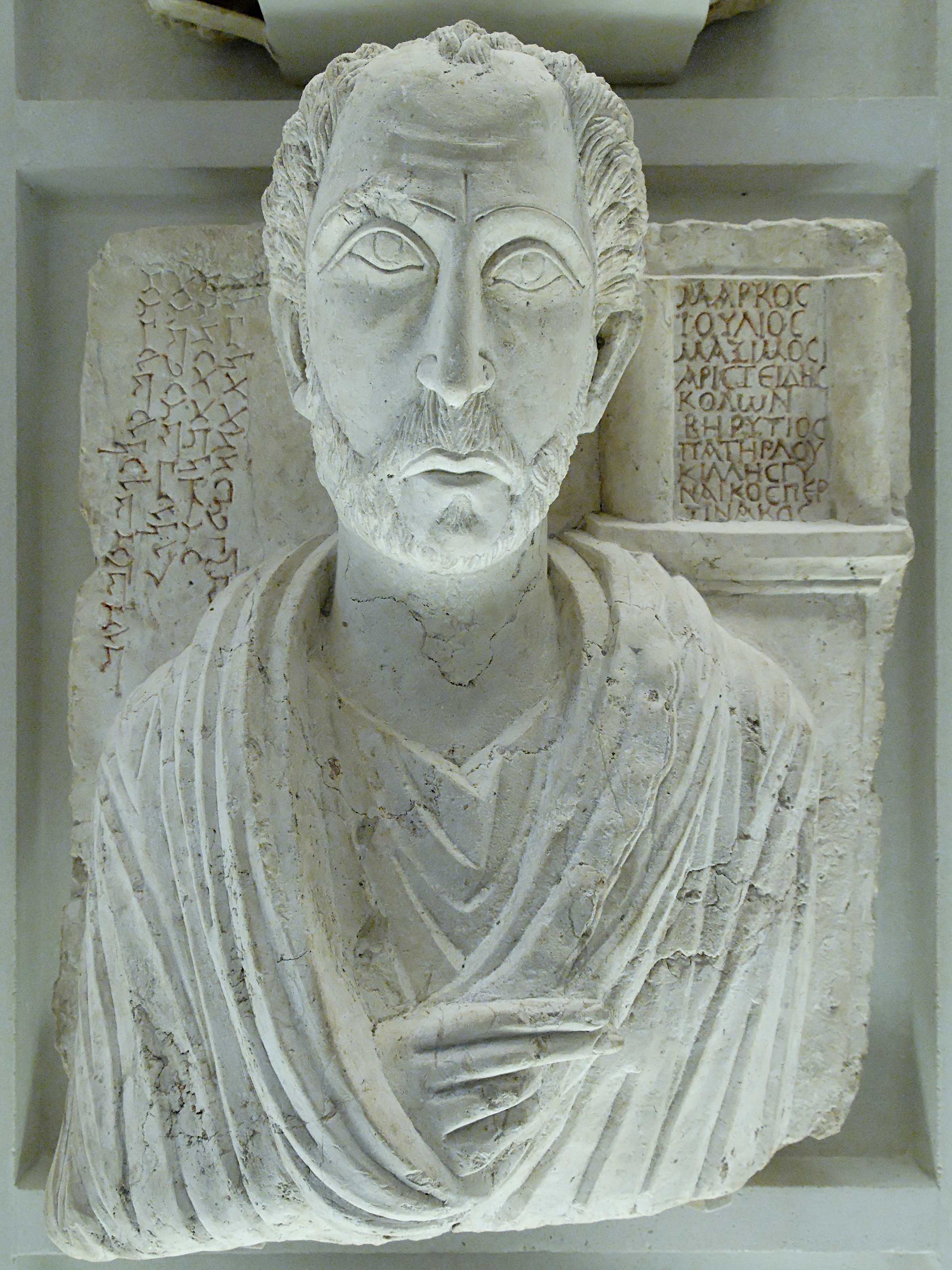
Рельеф с пальмиро-греческой билингвистической надписью (Лувр)
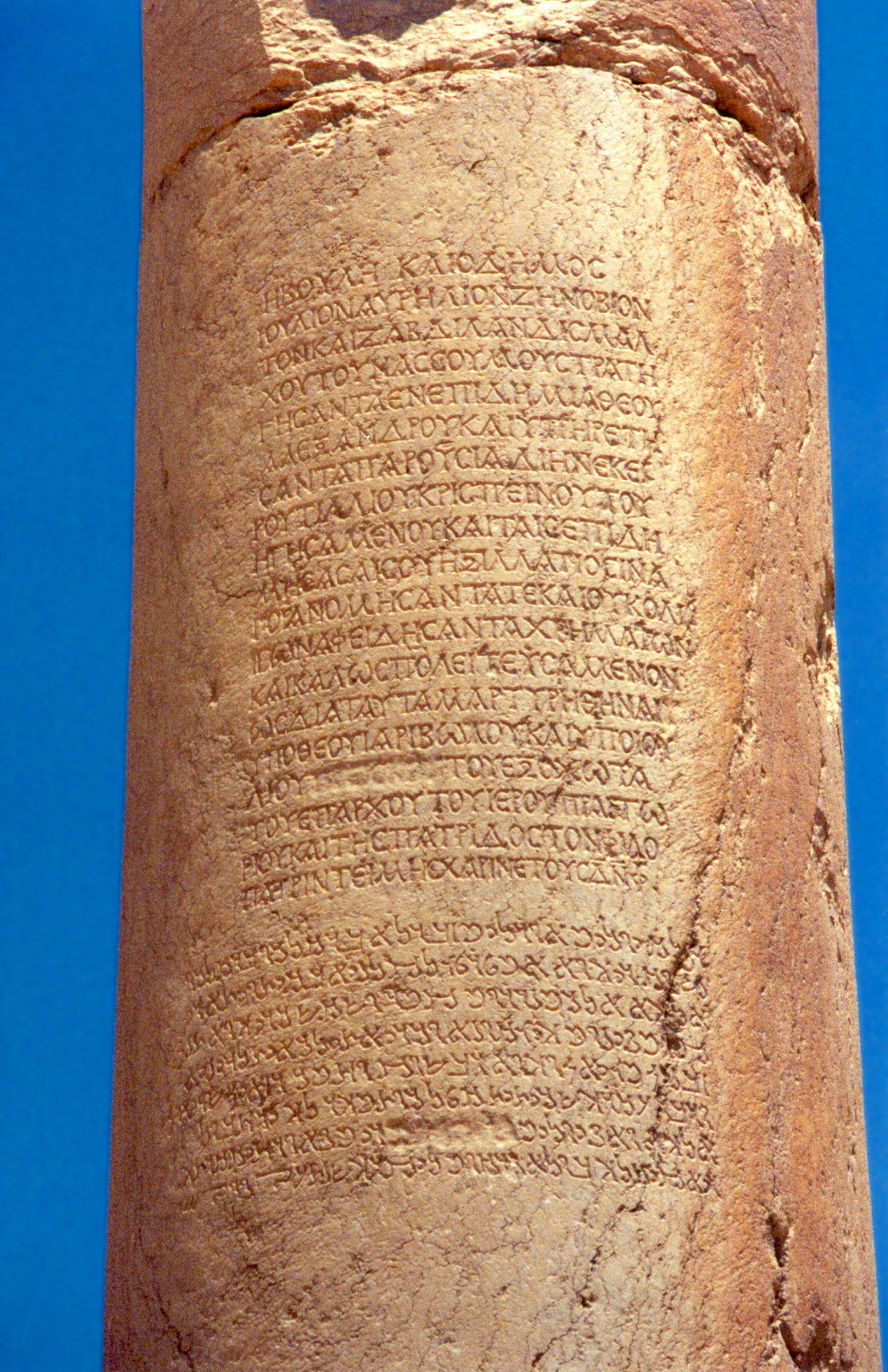
Колонна в Пальмире с пальмиро-греческой билингвистической надписью в честь Юлии Аврелии Зенобии